# Slaget vid Halmstad
Slaget vid Halmstad, även benämnt slaget vid Fyllebro, var ett avgörande slag under skånska kriget mellan Sverige och Danmark. Det stod  vid Fyllebro utanför Halmstad den 17 augusti 1676, då en dansk kår besegrades i grunden. Med segern avvärjdes ett danskt hot mot Göteborg. Istället kunde svenskarna samla förstärkningar och senare besegra den danska invasionsarmén i slaget vid Lund. Slaget vid Halmstad kom att bli det sista slaget mellan danskar och svenskar i Halland.

## Bakgrund

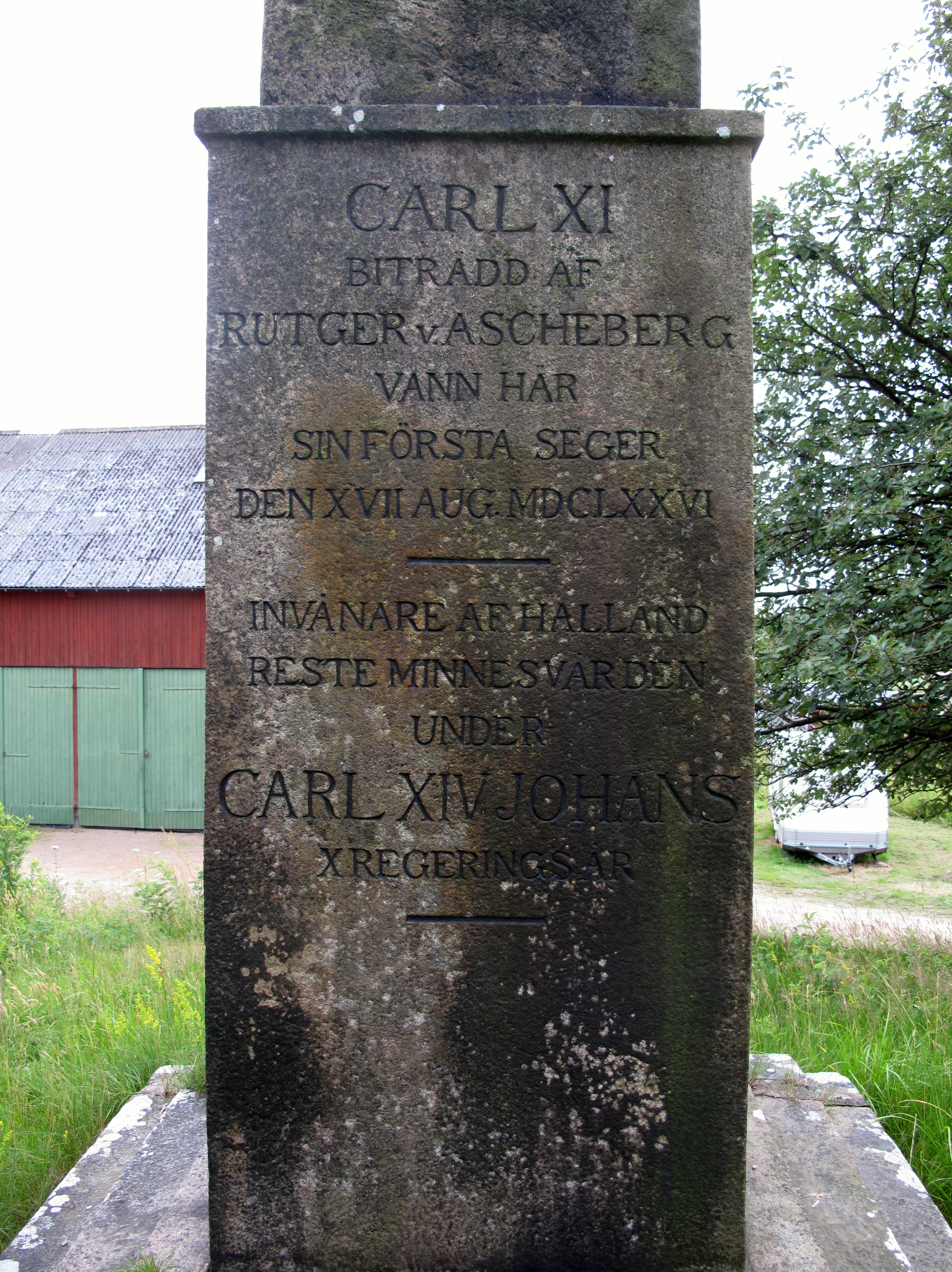
Minnessten över slaget vid Fyllebro rest 1828.

Under åren 1675–1679 var Sverige involverat i krig på flera fronter; i Nordtyskland mot Brandenburg, i Skåne mot Danmark, i Bohuslän och Jämtland mot norsk-danska styrkor och i södra Östersjön mot Danmark och Nederländerna. Efter slaget vid Ölands södra udde den 1 juni 1676 mellan en dansk-nederländsk och en svensk flotta, där den svenska flottan besegrats och satts ur spel, hade Danmark uppnått herravälde i Östersjön. Därigenom hade det blivit möjligt för Danmark att landstiga i Skåne, vilket skedde vid Råå söder om Helsingborg den 29 juni samma år. Danskarna mötte inget motstånd, utan istället retirerade den svenska armén i Skåne under ledning av Karl XI först mot Kristianstad och sedan vidare mot Karlshamn, Småland och Växjö för att invänta förstärkningar.
Under tiden för den svenska reträtten erövrade danskarna Helsingborg och Landskrona. Norska trupper ryckte in i Bohuslän och erövrade Uddevalla. Därefter erövrade de Vänersborg, varefter Göteborg belägrades i juli. Den danska huvudarmén erövrade Kristianstad den 15 augusti efter hårda strider. I början av augusti marscherade en dansk trupp om 3 000 man under ledning av generalmajor Jakob Duncan mot Halmstad. Avsikten var att inta staden och sedan gå vidare för att hjälpa de norska trupperna vid Göteborg. Det uppstod nu en allvarlig situation för svenskarna och Karl XI beslöt att bryta upp från Växjö för att undsätta Göteborg, men fick under marschen begäran om förstärkningar från kommendanten i Halmstad och vände därför trupperna dit. Den danska armén fick order från kung Kristian V att dra sig tillbaka söderut, men svenskarna hade redan nått Knäred och inledde en snabb marsch mot Laholm för att förhindra danskarnas reträtt. Tidigt på morgonen den 17 augusti fortsatte danskarna marschen söderut, men fördröjdes av att de måste reparera Fyllebron, som de tidigare rivit.

## Slaget

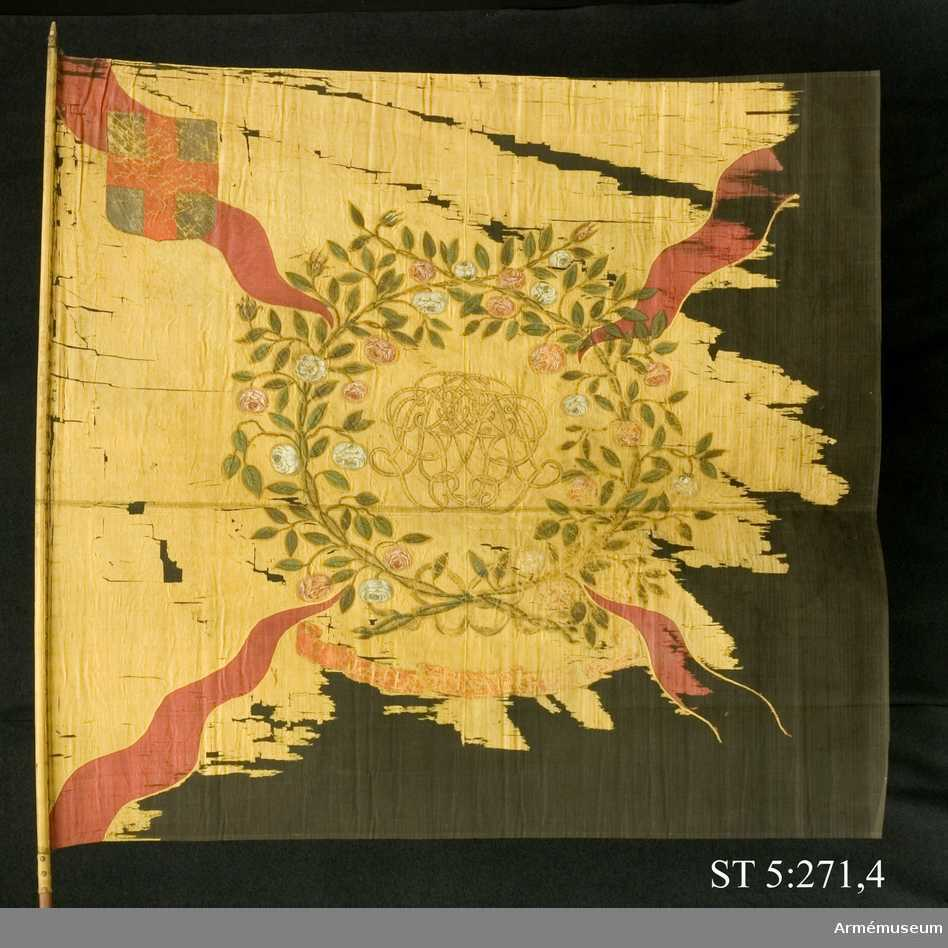
Dansk infanterifana för Maximilian Rosencrantz värvade regemente tagen som trofé i slaget vid Halmstad. Bevarad i Armémuseums samling.

Under befäl av general Rutger von Ascheberg red 300 ryttare direkt mot Halmstad och stötte vid Fylleån i närheten av Fyllebro cirka 5 km söder om Halmstad, på de danska trupperna. Danskarna gjorde en felbedömning och gick i försvarsställning istället för att anfalla de svenska trupperna. Svenskarna fick snabbt förstärkning av hela kavalleriet och nästan hela infanteriet. Den svenska armén var därigenom numerärt överlägsen danskarna. Danskarnas befälhavare Duncan trodde, när han först såg Aschebergs ryttare, att dessa bara var en strövkår ute på rekognosering, och valde istället för att anfalla dem att fortsätta över Fyllebron. Duncan skickade inte fram några skvadroner för att hindra den svenska förstärkningen, då han inte insåg att hela den svenska armén var på väg mot honom. Detta kan förklaras genom att en av hans truppstyrkor under natten stött på en svensk kavalleriavdelning och inte upptäckts av denna, trots att de djärvt fallit in i kön.
Uppgifterna om styrkornas storlek varierar. Sammansättningen av den danska armékåren är klar, men numerären är svår att bedöma. Svenska källor brukar uppge 4 000 man, vilket brukar reduceras till 3 000. Den troliga siffran är närmare 4 000 och minst 3 500. Den svenska styrkans sammansättning och numerär är osäker, men beräknas till 18-20 skvadroner rytteri och dragoner och sex bataljoner fotfolk, vilket beräknas ge en numerär om 6 000 man.
Erik Dahlbergh skriver på en plansch: Svenska Slagordningen: 1 Kongl. Maj:ts Drabant Gvardi. 200. ÖfverstL. Sigroth. 2. 2:ne Compag. 3. 3:ne Sqvadroner hvarje Sqvad af 2 Compagnier, Öf:L: Nasfern. 4. Fyra Comp. af Kongl. Lifregem. 5. 2. Sqvadron: Smålands Reg. 6. 3 batal. af Kl. Gvardi. B Christ. Gyllenstierna af 4 Comp. hvarthera. 7. 1. batal. Elfsborgs Reg. Öfverst. Börstell. af 4 comp. 8. 1. batal: Dahlkarl: Öfv. H. Abr. Kruse af 4. comp. 9. 1. batal. Calmar L:Reg. Öfv. Er. Soop. af 4 comp. 10. 1. sqvadr. Skåningar. Öfverst:L. Maidel och Drakenhielm. 11. 4 Sqvad. Westgöth. Öfv. P: Hjerta. af 2. comp. 12. 2 Sqvad.Drag. Öfv: L. Göös af 2 comp. hvartera. 13. 3 Sqvadr. af Drotn. Lif Reg. Gen. Aschenberg och Öfv. L: Wacktmeister.
De danska trupperna stod på samma sida av Nissan och Fylleån som de anfallande svenskarna i en dålig position – i en dalgång, med två vattendrag i ryggen – vilket gjorde att slaglinjen inte kunde utvecklas. Framåt hindrades de av svenskarna och vid en reträtt kunde panik uppstå på bron. Det svenska kavalleriets väg mot Fylleån var besvärlig och många hästar bröt benen i den steniga terrängen. En timme efter kavalleriets ankomst anlände de svenska bataljonerna.
Slaget inleddes mellan klockan åtta och klockan nio på morgonen. Slagplatsen var sydstranden av Fylleån. Den var inte idealisk för varken anfallare eller försvarare, men det svenska kavalleriet kunde ställa upp sig i slagordning som planerat. Den svenska slagordningen var konventionell med två kavalleriflyglar – den högra med kungen själv var något starkare än den vänstra – och med infanteriet däremellan, när det anlänt. Artilleripjäser ställdes upp i mindre luckor i slagordningen. Den danska slagordningen var likartad.
Striden var över på knappt en timme och inleddes troligen med ett danskt anfall. Det svenska kavalleriets högra flygel vadade över ån och anföll det danska kavalleriet i ryggen, vilket gjorde det möjligt för resten av den svenska armén att gå över ån. Den vänstra svenska flygeln, som var svagare än den högra, fick problem men fotfolket ryckte ständigt framåt. Striden mellan infanteritrupperna var hård, men genom det svenska kavalleriets insatser drevs danskarna över ån.
Under tiden som det svenska infanteriet höll på att inta sin plats i slaglinjen ökades den danska artillerielden och det danska infanteriet inledde anfallet. Danska dragoner bröt sig ur slaglinjen och anföll Skaraborgsbrigaden innan denna hunnit inta sina platser, men anfallet slogs tillbaka. Den danske majoren Hein genomförde en karakoll och försökte bryta sig igenom skaraborgarnas led, men dessa nedgjorde större delen av dragonerna. Efter genombrytning stötte Heins trupper på en skvadron ur Skånska kavalleriregementet. En hård kamp uppstod och Hein togs tillfånga. Två danska bataljoner, skyddade av spetsvagnar, orsakade stort besvär för svenskarna, men det svenska gardet lyckades ta sig förbi och genomföra ett värjanfall, varvid danskarna vek undan. Sedan de danska befälen fallit flydde deras trupper över Fylleån efter tapper strid, där de utstått sjutton salvor från det svenska gardets musköter, och stora förluster. Gardets tredje bataljon pressade tillbaka en dansk bataljon över ån, vilket orsakade panik bland danskarna.
Även mellan den svenska högerflygeln och den danska vänsterflygeln var striden het. Kung Karl, Ascheberg och Dahlbergh red i täten för högerflygeln, varvid Ascheberg skadades av två skott i armen. Första linjen bestod av åtta kompanier ur Livregementet under befäl av överste Nils Bielke, samt två av kungens drabantkompanier. Flygeln gick fram i galopp och anföll med blanka vapen i full karriär in i fiendens trupper, sedan pistolerna avfyrats ("à la française"). Bielke sårades under striden. Sedan det svenska kavalleriet slagit det danska tog de sig över Fylleån och angrep den danska centern i ryggen. Panik utbröt och de danska trupperna flydde över ån. Duncan lyckades inte få till en ordnad reträtt och samla trupperna till motstånd. Han såg sig därför tvungen att skicka en trumpetare till svenskarna för att meddela att han var beredd att lägga ned vapnen för att undvika en fortsatt slakt, vilket accepterades av kung Karl.

## Förluster

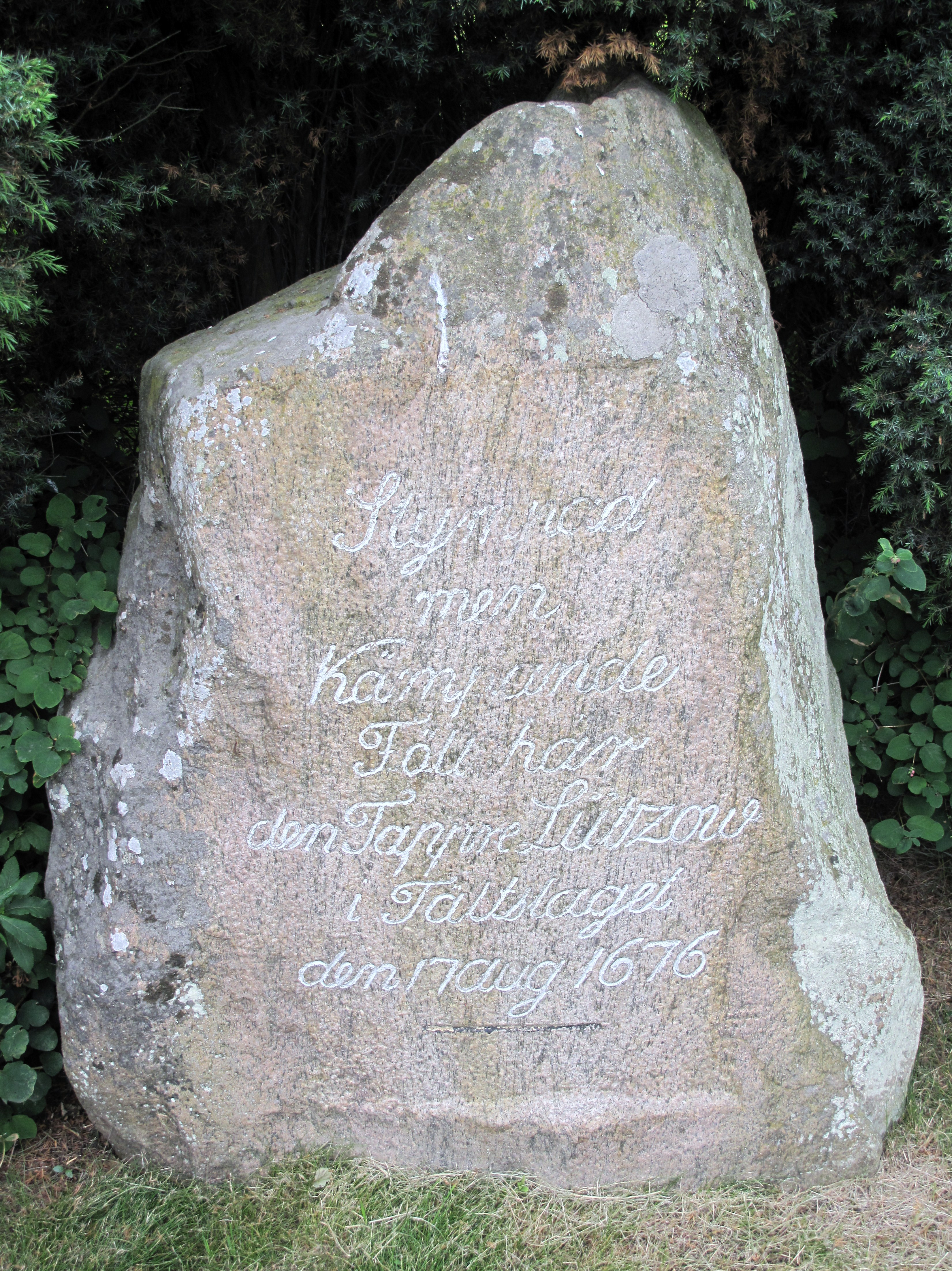
Lützowstenen, rest till minne av den tyske överstelöjtnanten Johan Friedrich Lützow, som enligt legenden skulle ha dödat 17 svenska soldater när han försvarade bron över Fylleån.

Det råder oklarheter om de båda sidornas förluster. De danska förlusterna var stora med närmare 1 000 stupade och 2 000 tillfångatagna (1 567 fångar och 469 som övergick till svenska armén) varav närmare ett hundratal officerare, däribland den danske befälhavaren Duncan. Enbart 500-600 danskar undkom. På svensk sida uppgick förlusterna till endast 200 döda och sårade. Vissa uppgifter anger de svenska förlusterna till 50 man, vilket sannolikt är något för lågt. De officiella svenska förlustsiffrorna anger 185 man, av vilka 41 meniga och fem officerare stupade. Danskarna förlorade också fanor, standar, nio kanoner och några mörsare.

### Överstelöjtnanten Lützow
Johan Friedrich Lützow var en tysk överstelöjtnant i dansk tjänst som enligt legenden ensam fällde sjutton svenska soldater när han försvarade bron över Fylleån. Han ansågs så tapper att svenskarna senare reste en minnessten med inskriptionen ”Stympad men Kämpande Föll här den tappre Lützow i Fältslaget den 17 aug 1676”.

## Följder
Då 3 000 danskar var försatta ur spel försvagades den danska armén. De svenska trupperna och deras ledning fick ett ökat självförtroende, då det visat sig att danskarna var mindre slagkraftiga än förväntat. Detta hade stor betydelse för kommande strider. Karl XI och de svenska styrkorna efter slaget gick i försvarsställning bakom ån Viskan vid Syllinge (Åskloster). Danskarna ansåg att risken med ett anfall mot svenskarnas försvarsställning var för stor och drog sig därför tillbaka för vinterkvarter vid Rönne å mellan Helsingborg och Ängelholm. De danska styrkorna hindrades genom nederlaget från att inta Halmstad och förenas med de norska styrkorna i Bohuslän. Efter svenska förstärkningar till Göteborg och utebliven hjälp från de danska trupperna gav de norska styrkorna upp belägringen av Göteborg. Rent militärt betydde den svenska segern lite, men den svenska ledningen tog lärdom av erfarenheterna för kommande slag.